# Еврейский музей (Бухарест)
Еврейский музей в Бухаресте, Румыния, расположен в здании бывшей синагоги Templul Unirea Sfântă (Объединённый Святой Храм), сохранившейся после Второй мировой войны.

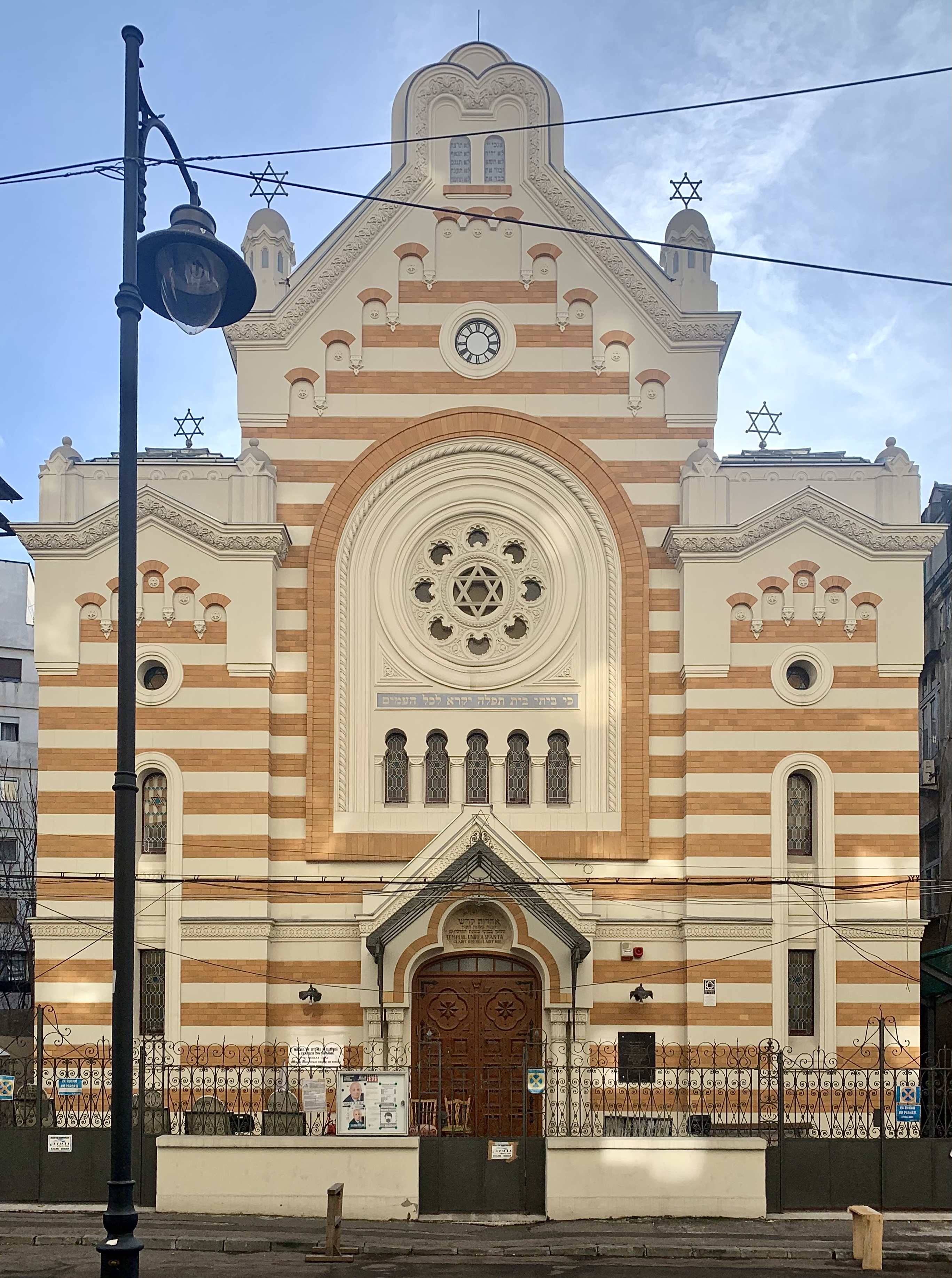
Музей

Экспозиция музея охватывает историю евреев в Румынии. Коллекция включает в себя значительное собрание книг, написанных, изданных, проиллюстрированных или переведённых румынскими евреями, обширный архив по истории еврейской общины Румынии, а также коллекцию картин румынских еврейских художников. Несмотря на относительно небольшой объём, собрание произведений отличается высоким качеством; многие работы этих художников также представлены в Национальном художественном музее Румынии. В экспозиции также представлены материалы, связанные с еврейским театром, включая Государственный еврейский театр, коллекция, посвящённая сионизму, экспозиция антисемитских плакатов и трактатов, а также две комнаты, одна из которых посвящена истории Холокоста, а другая — мемориалу жертв Холокоста. В музее представлены материалы, освещающие отношение различных правителей Румынии к еврейскому населению.
Музей также хранит крупную коллекцию еврейских ритуальных предметов, собранных раввином Моисеем Розеном (1912–1994), бывшим главным раввином румынской еврейской общины.